# Территориализм
Территориализм — еврейское общественное движение начала XX века, возникшее на VI сионистском конгрессе (1903) в связи с вопросом ο переселении евреев на территорию британского протектората Уганда (на территории нынешнего района Уасин-Гишу в Кении) согласно предложенной британским правительством особой программе.
Территориалисты, как и сионисты, требовали создания еврейского государства со своей территорией, но, в отличие от сионистов, не настаивали на том, чтобы это государство находилось именно в Земле Израильской. Ими предпринимались попытки создания еврейского государства в Австралии, Канаде, Кении и Ливии. Когда VII сионистский конгресс (1905) принял резолюцию о недопустимости никакой колонизации вне Палестины, то 28 делегатов-территориалистов вышли из состава сионистской организации. Это отколовшееся меньшинство во главе с И. Зангвиллом на протяжении последующих 20 лет разрабатывало (без заметного успеха) различные планы переселения евреев; некоторые еврейские семьи на свой страх и риск перебрались в Кению (их потомки живут в кенийских городах до сих пор).
Видными пропагандистами территориализма были публицисты Бен Адир (Авром Розин; 1878—1942) и Исаак Штейнберг (1888—1957), бывший нарком юстиции РСФСР. С появлением в 1948 году государства Израиль движение территориалистов утратило смысл и сошло на нет.

## Предыстория
Предшественниками первых территориалистов следует считать Мордехая Ноа, доктора Льва Пинскера, не отдававшего особого предпочтения Палестине перед другой какой-нибудь страной, и инициаторов движения «Am-Oilam», направленного на устройство еврейских колоний в Соединённых Штатах в начале 1880-х годов.
К предшественникам территориалистов можно до известной степени отнести и Т. Герцля, который в своей книге «Еврейское государство» (1896) говорил не только ο Палестине, но и ο другой стране, отдавая, правда, преимущество Палестине. И даже впоследствии Герцль принципиально не отказывался от протектората Уганда, который считал, впрочем, временным пунктом по пути к Палестине. Однако Базельская программа (август 1897) говорила лишь ο Палестине, и сионисты считали поэтому неприемлемым всякие предложения ο замене Палестины какой-либо другой страной.

## История
Идея предоставления евреям собственной территории в местах, не вызывающих острого международного соперничества, была впервые высказана британским министром по делам колоний Д. Чемберленом в 1902 году: речь шла о землях площадью примерно 13 000 квадратных километров в британской колонии Уганда (территория нынешней Кении).

### VI сионистский конгресс (1903)
На VI конгрессе сионистов в Базеле (1903) в связи с предложением английским правительством арендного договора на Вад-эль-Ариш (область египетских владений в северной части Синайского полуострова, примыкающая к южной границе Палестины и входившая в состав древней Палестины) и на Уганду впервые был остро поставлен вопрос о реальной колонизации.
После ожесточённых споров делегаты конгресса приняли решение направить в Кению своих представителей, чтобы осмотреть предлагаемые земли. Посланцы конгресса вернулись с сообщениями о том, что предложенная территория обладает неплохим климатом, но изобилует львами и другими хищниками, а местное население не слишком дружелюбно настроено по отношению к пришельцам. После этого большинство сионистов во главе с Т. Герцлем окончательно укрепились в намерении построить еврейское государство в Палестине и нигде больше.

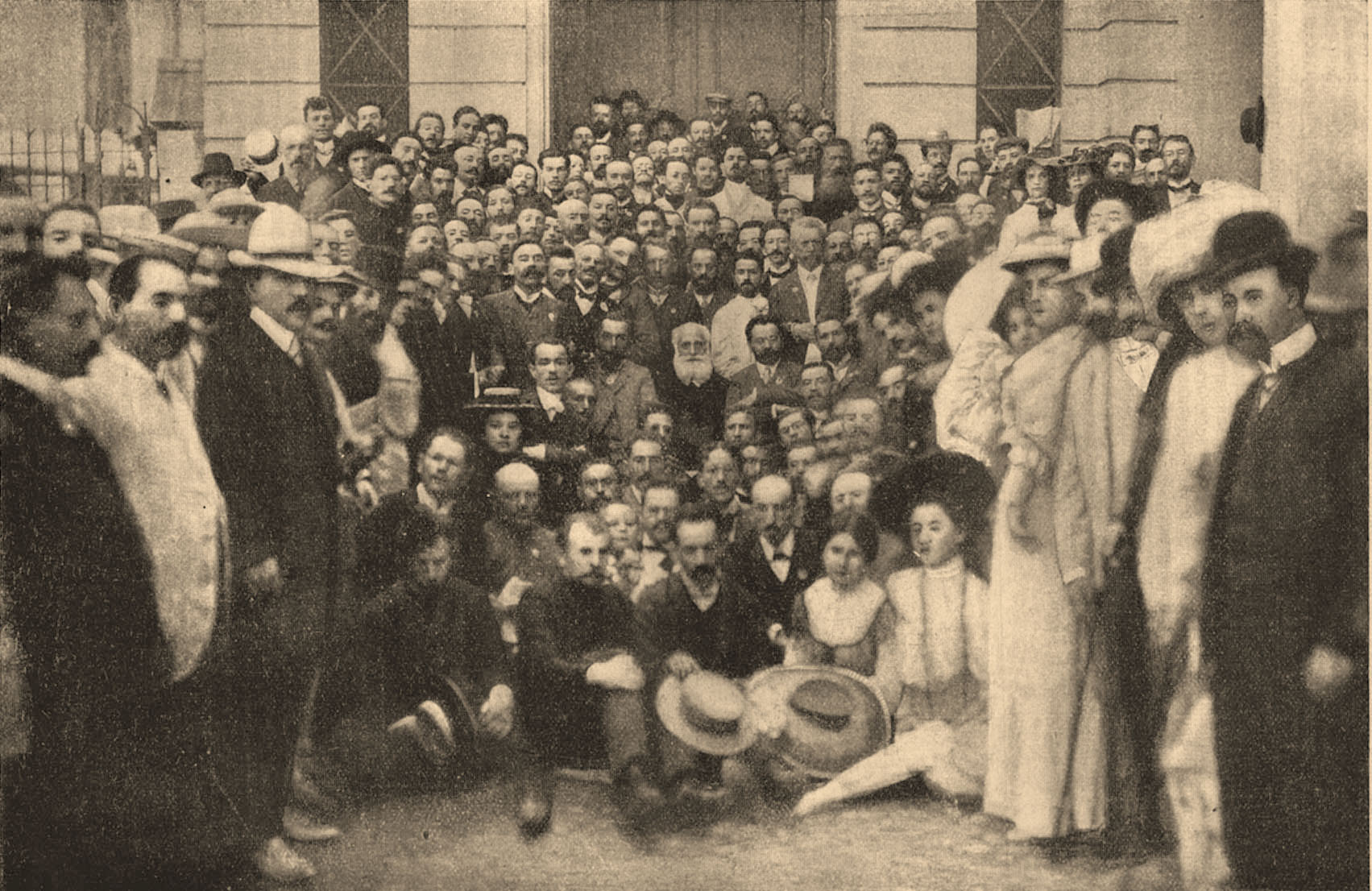
Русские участники VII сионистского конгресса (1905); иллюстрация из ЕЭБЕ

### VIΙ конгресс (1905)
На VΙΙ конгрессе сионистов в Базеле (1905) был поднят вопрос ο территориализме вообще, и большинством голосов было постановлено, что всякие территориалистические проекты следует отвергать как противоречащие Базельской программе; последняя, однако была расширена в том смысле, что, кроме Палестины, сионисты стремятся к колонизированию и соседних с нею стран.

### «Еврейское территориалистическое общество» (ЕТО)
Из делегатов VII сионистского конгресса, оставшихся недовольными его решением ο территории, образовалось «Еврейское территориалистическое общество» (сокр. ЕТО; англ. Jewish Territorial Organisation; JTO). Во главе новой организации стал Израэл Зангвилл; в неё вошли преимущественно английские делегаты VII-го конгресса, a также несколько русских представителей.
Программа JTO гласила:
- 1. Организация территориалистов стремится к приобретению территории для евреев, не могущих и не желающих оставаться в тех странах, где они ныне живут.
- 2. Для достижения этого территориалисты задаются целью:
  - а) объединить всех евреев, признающих 1-й § программы территориалистов;
  - b) вступать в переговоры с теми правительствами и частными учреждениями, которые могут и готовы уступить евреям территорию;
  - с) вызывать к жизни финансовые учреждения, эмиграционные, рабочие и иные бюро, необходимые для осуществления основной цели территориалистов.

Территориалисты на своём учредительном собрании постановили, что их общество как таковое не занимает определённой позиции по отношению к сионизму и даёт своим приверженцам возможность примыкать или не примыкать к сионизму. Территориализм не стремится создать центр для всего еврейства, он всегда говорит лишь ο евреях, которые не могут и не хотят жить на своих местах и вынуждены поэтому эмигрировать.

#### Полное размежевание с сионистами
«Большой комитет» (Actions Comittée) сионистов постановил, что никто из его членов не может быть территориалистом и ни одна сионистская организация не может целиком входить в территориалистическую партию; относительно же отдельных членов всемирной сионистской организации не было принято никакого решения.
Последующие два—три года территориалисты и сионисты вели друг против друга ожесточенную борьбу, впоследствии она утихла, но даже в 1912 году не совсем ещё прекратилась.

#### Деятельность общества в 1906—1912 годы
Во главе Еврейского территориалистического общества (ЕТО) находится Интернациональный совет, председателем которого состоял с самого начала Изр. Зангвилл; членами совета являлись: Шпильман, Сульцбергер (Америка), И. Ясиновский, Макс Мандельштам (Россия), Люсьен Вольф (Англия), Иеремиас (Германия) и др.
В 1906 году в Лондоне была проведена первая конференция ЕТО, — как пленарное заседание Интернационального совета. Рассматривался целый ряд территориалистических проектов и была избрана «географическая комиссия». Кроме Уганды, признанной и географической комиссией неподходящей территорией для колонизации евреев, подверглись рассмотрению территориальные участки Аргентины, Австралии, Боливии, Бразилии, Канады, Колумбии, Месопотамии, Невады, Айдахо, Парагвая, Родезии и Киренаики.
В 1907 г. английская секция Интернационального совета, состоящая из 31 члена, выпустила синюю книгу, в которой рекомендовала Киренаику как территорию, годную для колонизации евреев (вместе с Киренаикой секция рекомендовала Месопотамию); в 1908 г. была отправлена экспедиция в Киренаику, она высказалась отрицательно. От Месопотамии, куда отправило экспедицию и Еврейское колонизационное общество, пришлось отказаться во время переговоров об уступке территории евреям.
Изр. Зангвилл заявил, что территориализм выносит на первый план не политическую автономию, a колонизацию. В этих словах Зангвилла многие увидели дальнейший шаг отчуждения территориализма от сионизма. Неудачи в поисках территории побудили сторонников территориализма сосредоточить свое внимание на эмиграционном вопросе.
Принимая во внимание, что даже в случае приобретения территории на ней нельзя будет сразу поселить довольно значительную массу евреев и что пока эмиграция евреев принимает всё более и более ненормальный характер, территориалисты задались целью упорядочить дело эмиграции и начали расселять евреев из Нью-Йорка по южным штатам, где евреев было очень мало; особенно много евреев было ими отправлено в Техас, через Гальвестонскую гавань (Галвестон (Техас)). Для этой задачи были открыты бюро в Америке, Англии, Германии (Бремен) и России (Киев); субсидия была получена от известного банкира Якова Шиффа из Нью-Йорка, a также от парижского Ротшильда.
В 1911 г. проживавший в Лиссабоне виноторговец Вильгельм Терло, родом из Ровно, предложил для рассмотрения территориалистами юго-западную португальскую колонию Анголу (Африка). Предложение встретило живой отклик в Португалии и одобрительное отношение со стороны португальских правительства и парламента, нуждающихся в оживлении своих африканских колоний. В 1912 г. делегация территориалистов была принята председателем португальского парламента, и последний единогласно принял специальный закон об Анголе в связи с её возможным заселением массой эмигрантов:
- каждому новому колонисту на равнине Бенгуэлла представлялась площадь в 250 гектаров;
- еврейским колонизационным и эмиграционным обществам правительство обязывалось выдавать концессии на устройство полезных для страны предприятий и т. д.;
- евреи обязывались учить португальский язык, стать португальцами и т. д.

Проект Терло встретил в целом несочувственные отзывы в еврейской печати, не примыкавшей к территориалистам; указывалось на то, что Португалия слишком слабая страна и не сможет защищать евреев, считали также Анголу неподходящей страной в климатическом отношении и что евреи легко смогут стать жертвой соседних племён. В 1912 г. в Анголу посылалась особая экспедиция.
К 1912 году число и, главное, численность организаций территориализма значительно сократились; лишь в Венгрии в 1912 г. сторонники движения приобрели много новых членов благодаря агитации Макса Сабольци в газете «Egyenloseg».